# Servas (Gard)
Servas egy település Franciaországban, Gard megyében. Lakosainak száma 221 fő (2022. január 1.). Servas Allègre-les-Fumades, Mons, Navacelles, Les Plans, Rousson és Salindres községekkel határos.

## Népesség
A település népessége az elmúlt években az alábbi módon változott:
| Lakosok száma | 115  | 125  | 138  | 187  | 201  | 205  | 209  | 208  | 207  | 221  |
|               | 1968 | 1982 | 1990 | 2006 | 2013 | 2015 | 2017 | 2019 | 2020 | 2022 |